# Chiesa di San Trifone (Nardò)
La chiesa di San Trifone è un luogo di culto cattolico barocco del centro storico di Nardò, in provincia di Lecce.

## Descrizione

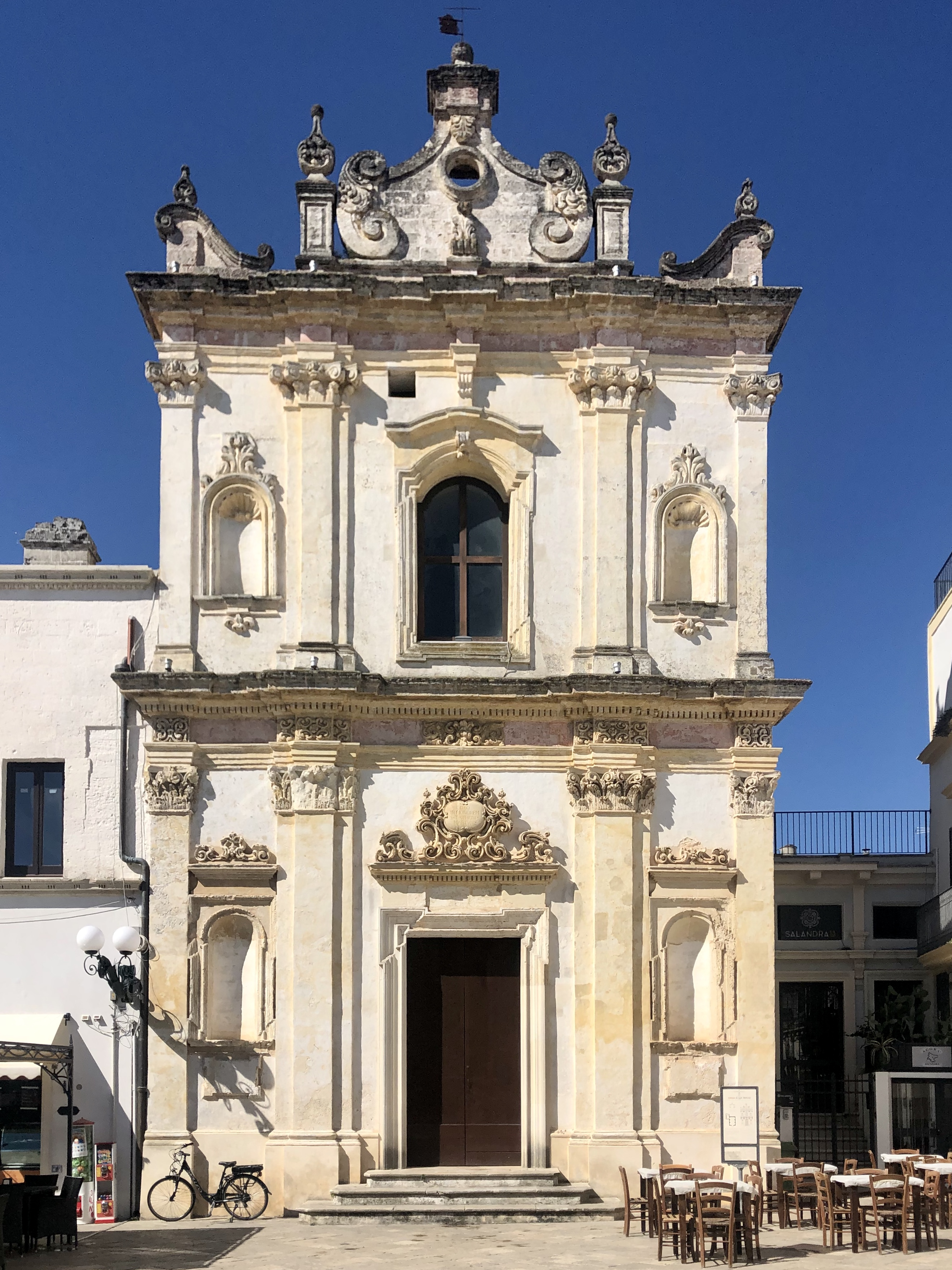
Chiesa di San Trifone (Nardò)

L'edificio presenta una facciata moderatamente plastica arricchita da lesene corinzie e da nicchie. Collocata nella piazza maggiore della città, nel cuore del centro storico, la chiesa con la sua facciata barocca è pienamente armonizzata con il contesto architettonico della piazza contribuendo a farla risultare un autentico "salotto" cittadino. Le dimensioni modeste sono nascoste dietro una facciata imponente e sviluppata in altezza.
L'interno, a navata unica, è scandito da quattro pilastri a sezione rettangolare per ogni lato, complete di basi e di capitelli, sormontati da archi a tutto sesto, al centro dei quali si aprono tre finestre per parte. L'area presbiterale ospita l'unico altare della chiesa dedicato a san Trifone martire, raffigurato nella pala del pittore napoletano Nicola Russo. Il santo è raffigurato anche in un busto reliquario, con sul petto un medaglione, contenente le reliquie del martire. La chiesa presenta anche una piccola sagrestia e un campanile. Nel controsoffitto ligneo un tempo era inserita una tela raffigurante san Gregorio Armeno, protettore della città di Nardò, opera attribuita all'architetto-pittore Ferdinando Sanfelice.

## Storia
Tra il XVI e il XVIII secolo il volto della città di Nardò sembra cambiare profondamente. La costruzione di nuove chiese, e relativi monasteri, nonché numerosi interventi di restauro e riordino, contribuiscono in questo periodo a dare alla pizza l'assetto monumentale visibile ancora oggi, ben diverso da quello di epoca medioevale, fatto essenzialmente di case, botteghe e magazzini. La chiesa di San Trifone si colloca quindi in un preciso piano di riorganizzazione della piazza in cui si trova, oggi Piazza Salandra (anticamente nota come piazza delle Legne), che venne arricchita con balconi, logge e portali in stile barocco. 
La chiesa di San Trifone venne edificata a partire dal 1720 circa per volontà del vescovo Antonio Sanfelice (1710-36) e della popolazione che devotamente si era rivolta al santo per la liberazione delle campagne dalla piaga dei bruchi. Nel 1723 fu completata, ma per le rifiniture e gli ornamenti si dovette attendere ancora, visto che Sanfelice aveva affidato ad un economo il compito di raccogliere offerte e impiegarle a quello scopo.
Subito dopo la costruzione della chiesa fu istituita la confraternita di san Trifone, che ricevette il regio assenso di Ferdinando IV il 16 novembre 1798, e che da allora officia la chiesa dedicata al martire. Dalle regole risulta che i confratelli dovevano riunirsi ogni domenica per l'istruzione del padre spirituale e la recita dell'ufficio della Vergine o dei defunti. Il numero massimo dei confratelli fu fissato a centodieci, retti, otre che dal superiore, anche da altri ufficiali, eletti ogni anno nella quarta domenica di novembre. Ciascun confratello era tenuto a versare una grana ogni anno per assicurarsi l'appartenenza all'ordine. La confraternita si sciolse nella prima metà dell'Ottocento per essere poi ricostituita nel 1876 ad opera di Domenico Murciano e Ippazio Antico; verso il 1920 si sciolse nuovamente e si ricompose, sotto il titolo dei santi Gregorio e Trifone. Ebbe l'ultimo - ed ancora oggi valido - statuto nel 1958, con il vescovo Corradi Ursi.
Nel 1959 vennero effettuati alcuni lavori di riparazione, in quanto la copertura e il solaio rischiavano di crollare. In quell'occasione la Soprintendenza ai Monumenti ed alle Gallerie della Puglia e Lucania concesse anche la rimozione della tela del Sanfelice raffigurante San Gregorio. Riaperta la chiesa nel 1964, il dipinto di Sanfelice e un altro quadro non vennero ricollocati ai loro posti, né tuttora si sa dove siano.

## Il culto di San Trifone
Durante la persecuzione stabilita con un decreto del dicembre dell'anno 249 dall'imperatore romano Decio, che durò fino al gennaio del 252 (la settima persecuzione iniziando da Nerone e la prima che comprendeva l'intero territorio dell'impero romano) morì come martire il giovane Trifone. Nelle persecuzioni i cristiani erano costretti a porre il sacrificio, spesso alcuni granelli di incenso, davanti alla statua dell'imperatore. Rifiutare significava perdere ogni bene materiale, il carcere, i lavori forzati, le torture e anche la morte. Così il giovane Trifone fu portato dalla sua città natale a Nicea, perché venisse regolarmente processato dinanzi al prefetto di tutta l'Asia Minore, Aquilino. Dal codice Martyrium S. Tryphonis Graecum (X - XI sec), nel quale si ritiene che vennero riportati gli atti del processo, alla domanda del prefetto Aquilino: "Che cosa sei? Trifone confessò: "Io sono Cristiano". Dopo la tortura che durò tre giorni e che avrebbe dovuto costringerlo a porgere il sacrificio agli dei ed all'imperatore romano, fu decapitato.
Il corpo del giovane Trifone fu portato Costantinopoli e da lì a Cattaro. Il culto delle reliquie di San Trifone si sviluppò da Costantinopoli in tutto l'Oriente. 
Il culto in Occidente si diffuse più tardi, nel X secolo, quando, la Diocesi di Cattaro fu incardinata nella Metropolia di Bari. Nel Salento, il culto si diffuse anche ad Alessano, (dove divenne Protettore della città nel 1701), Pulsano e Galatina.